# Dufourea chlora
Dufourea chlora là một loài Hymenoptera trong họ Halictidae. Loài này được Wu mô tả khoa học năm 1990.